# 쩐꾸옥 사원

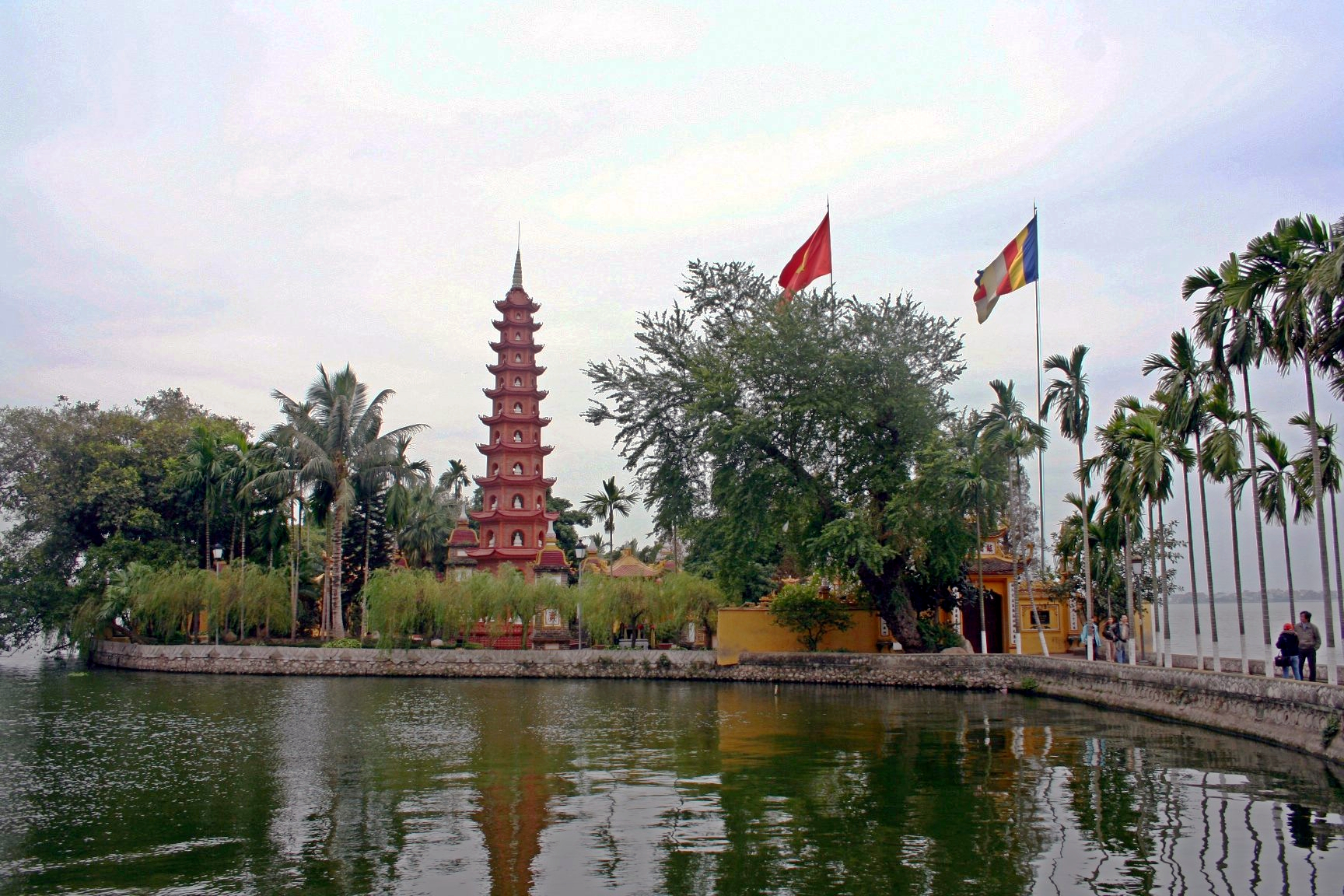
쩐꾸옥 사원

쩐꾸옥 사원(베트남어: Chùa Trấn Quốc, 鎭國寺)은 베트남 하노이 떠이호 호반에 세워진 절이다. 6세기 홍강에서 인접한 떠이호 호반에 세워진 절로, 절 안에는 많은 부도가 서 있다.

## 역사
하노이 떠이호 호반에 세워진 쩐꾸옥 사원(베트남어: Trấn Quốc / 鎭國寺)은 원래 6세기 리남제(544년 ~548년)의 제위 기간에 세워진 하노이에서 가장 오래된 사원으로 1,450년이 넘는다. 세워질 때 사원은 개국사(베트남어: Khai Quoc / 開國寺)라고 불렸고, 옌푸 제방 바깥의 홍강 변에 위치했다. 1615년에 홍강이 범람하자, 사원을 현재의 위치인 떠이 호의 낌응우 섬(金魚島)으로 옮겨 와 작은 둑길을 통해 육지와 연결시켜 두었다.
1815년에 마지막 대규모 개사가 있었으며, 주요 사찰 내 주요 성역, 접빈관과 극락당 등의 수리가 이루어졌다. 이 탑은 큰스님들의 유골을 보존하기 위한 쩐꾸옥 사원의 주요 부분 중 하나이다. 대부분의 탑은 17세기에 만들어졌지만 가장 큰 탑은 2004년에 다시 만들어졌다. 탑은 중국과 베트남 문화에서 운과 번영을 상징하기 때문에 붉은색으로 만들어져 있다.
쩐꾸옥 사원 경내에는 한 그루의 보리수 나무가 있는 이것은 인도의 부다가야에서 가져 온 것으로, 1959년 인도의 라젠드라 프라사드 대통령이 방월을 기념하여 기증한 것이다.